# Arctia truncata
Arctia truncata är en fjärilsart som beskrevs av Kotzsch 1937. Arctia truncata ingår i släktet Arctia och familjen björnspinnare. Inga underarter finns listade i Catalogue of Life.